# 四角楼
四角楼，俗称“四点金”，是客家民居中的一种围屋建筑。

## 历史渊源
客家人因战乱饥荒被迫南迁到达当地后，为抵御外敌和野兽侵扰，他们聚族群居，形成了围龙屋、土楼、走马楼、四角楼等群居建筑。四角楼建筑年代一般百年以上，有的达三四百年之久。

## 特点
四角楼建筑平面一般呈四方形，楼高为二至三层。以中轴为中心，设上、中、下“三堂”，左右各建横屋，堂屋后加建枕头屋与横屋相连成围，外墙厚实不开窗。四角楼主要特点是在围屋的四周，加建一两层的炮楼。使得四角楼有如一座城堡，既可对四周进行监护，又可阻击入侵者。

## 建筑实例
- 五华县李惠堂故居
- 兴宁市善述围
- 蕉岭县润诒堂